# Bürgermeisterei Kronenberg
Die Bürgermeisterei Kronenberg war im 19. Jahrhundert eine Bürgermeisterei in der preußischen Provinz Jülich-Kleve-Berg und von 1822 an in der Rheinprovinz. Nach amtlichen Unterlagen aus dem Jahr 1836 war sie eine „städtische Sammtgemeinde mit ungetrenntem Gemeindehaushalt“. Heute entspricht das Gebiet der Bürgermeisterei (mit Ausnahme kleinerer Randbereiche, die 1929 an Remscheid gingen und dem Zuwachs durch das Gebiet der alten Elberfelder Hahn und Hipkendahler Rotte) dem Stadtbezirk und Stadtteil Cronenberg der bergischen Großstadt Wuppertal.

## Hintergrund und Geschichte
Die Wurzeln der Bürgermeisterei liegen im mittelalterlichen Kirchspiel Cronenberg des bergischen Amtes Elberfeld. Das Herzogtum Berg gehörte zuletzt aufgrund von Erbfällen zum Besitz Königs Maximilian I. Joseph von Bayern. Am 15. März 1806 trat er das Herzogtum an Napoleon Bonaparte im Tausch gegen das Fürstentum Ansbach ab. Dieser übereignete das Herzogtum an seinen Schwager Joachim Murat, der es am 24. April 1806 zusammen mit dem (verbliebenen) rechtsrheinischen Teil des Herzogtums Kleve und den rechtsrheinischen Grafschaften Mark, Dortmund, Limburg, dem Fürstentum Münster und weiteren Territorien zu dem Großherzogtum Berg vereinte.
Bald nach der Übernahme begann die französische Verwaltung im Großherzogtum neue und moderne Verwaltungsstrukturen nach französischem Vorbild einzuführen. Bis zum 3. August 1806 ersetzte und vereinheitlichte diese Kommunalreform die alten bergischen Ämter und Herrschaften. Sie sah die Schaffung von Départements, Arrondissements, Kantone und Munizipalitäten (ab Ende 1808 Mairies genannt) vor und brach mit den alten Adelsvorrechten in der Kommunalverwaltung. Am 14. November 1808 war dieser Prozess nach einer Neuordnung der ersten Strukturierung von 1806 abgeschlossen, die altbergischen Honschaften blieben dabei häufig erhalten und wurden als Landgemeinden den jeweiligen Mairies eines Kantons zugeordnet. In dieser Zeit wurde die Munizipalität bzw. Mairie Kronenberg als Teil des Kanton Ronsdorf im Arrondissement Elberfeld (Teil des Département Rhein) geschaffen. Ihr gehörten neben dem Dorf Cronenberg sieben Rotten an.
1813 zogen die Franzosen nach der Niederlage in der Völkerschlacht bei Leipzig aus dem Großherzogtum ab und es fiel ab Ende 1813 unter die provisorische Verwaltung durch Preußen im Generalgouvernement Berg, die es 1815 durch die Beschlüsse des Wiener Kongreß endgültig zugesprochen bekamen. Mit Bildung der preußischen Provinz Jülich-Kleve-Berg 1816 wurden die vorhandenen Verwaltungsstrukturen im Großen und Ganzen zunächst beibehalten und unter Beibehaltung der französischen Grenzziehungen in preußische Regierungsbezirke, Kreise, Bürgermeistereien und Gemeinden umgewandelt, die häufig bis in das 20. Jahrhundert Bestand hatten. Die Mairie Kronenberg wurde zur Bürgermeisterei Kronenberg.
Die Bürgermeisterei Kronenberg wurde zunächst dem Kreis Solingen der Provinz Jülich-Kleve-Berg zugeordnet. 1815/16 lebten 4.375 Einwohner im Bürgermeistereibezirk.
Am 30. Oktober 1819 wurde die Bürgermeisterei Kronenberg in den Kreis Elberfeld der preußischen Rheinprovinz (1822 in Nachfolge der Provinz Jülich-Kleve-Berg gegründet) umgegliedert. Im Juli 1827 wurde Cronenberg in den Stand der Städte des Rheinischen Provinziallandtages erhoben und bekam damit de facto den Status einer Stadt zuerkannt. Es stellte zusammen mit weiteren sieben Städten einen Abgeordneten.
Laut der Statistik und Topographie des Regierungsbezirks Düsseldorf besaß die Bürgermeisterei 1832 eine Einwohnerzahl von 5.729, die sich in 362 katholische und 5.367 evangelische Gemeindemitglieder aufteilten. Die Wohnplätze der Bürgermeisterei umfassten zusammen drei Kirchen, vier öffentliche Gebäude, 660 Wohnhäuser, 290 Fabriken und Mühlen und 376 landwirtschaftliche Gebäude.
Das Gemeindelexikon für die Provinz Rheinland von 1888 gibt für die Bürgermeisterei Cronenberg eine Einwohnerzahl von 8.358 an (7.702 evangelischen, 641 katholischen und 15 sonstig christlichen Glaubens), die in 80 Wohnplätzen mit zusammen 1.126 Wohnhäuser und 1.710 Haushaltungen lebten. Die Fläche der Bürgermeisterei (2.027 ha) unterteilte sich in 629 ha Ackerland, 157 ha Wiesen und 1.093 ha Wald.
Bei den Kommunalreformen von 1929 wurde die Stadt Cronenberg unter Gebietsabgaben an Remscheid der neu gegründeten Stadt Wuppertal zugeordnet.

## Untergliederung
1832 war die Bürgermeisterei wie folgt in Bezirke (in Nachfolge der Rotten) untergliedert:
- Dorfbezirk: Stadt Kronenberg, Born, Burgholzmühle, Buscherhof, Eich, Evertsaue, Herichhausen, Nöllenhammer, Schwabhausen, Tannenbaum, Unterkirchen
- Ruthenbecker Bezirk: Büngershammer, Obere Dahl, Untere Dahl, An der Kahre, Korzert, Küllenhahn, Mühlenberg, Neuenhaus, Rennbaum, Ruthenbeck
- Dohrer Bezirk: Bruscheid, Breitenbruch, Vorderste Dohr, Hinterste Dohr, Gerstaue (heute zu Remscheid), Grünenwald, Hensgensneuenhaus, Hülsen, Kamp, Kleinenhammer, Klemenshammer (heute zu Remscheid), Kronenfeld, Kuchhausen, Mastweg, Oberkamp, Rauenhaus, Rheinbach, Vohwinkel
- Berghauser Bezirk: Berghausen, Greul, Häusgen, Hülsberg, Kaltenbacher Mühle, Kohlfurth (Ober- und Unterkohlfurth), Kohlfurther Brücke, Möschenborn, Obermöschenborn, Rath, Rottsiepen, Schütt, Schwaffert, Wusterhaus
- Sudberger Bezirk: Beckeraue, Beckerhof, Berg, Göckelshammer, Hackland, Heidt, Müngsten, Schöppenberg, Stippelhaus, Hinterste Sudberg, Mittelste Sudberg, Sudberger Schule, Teschensudberg

Zu der Bürgermeisterei gehörten 1888 zusätzlich zu den 1832 genannten noch die Wohnplätze und Ortschaften: Berghauserhöhe, Bollerhammer, Bremershamer, Burgholzhammer, Engelskotten, Friedrichshammer, Heide, Hoffnung, Hülsberg, Kaltenbacherhammer, Kremershammer, Lechmigskotten, Lenzhaus, Morsbacherberg, Neuenkotten, Oberkamp, Ober Möschenborn, Plätzershammer, Rauenhaus, Rennbaum, Unter Kohlfurth und Wahlert.